# John Evelyn (1er baronnet)
John Evelyn, 1er baronnet (1er mars 1682 - juillet 1763) de Wotton House, dans le Surrey, est un homme politique britannique qui siège à la Chambre des communes de 1708 à 1710. Son grand-père, John Evelyn, influence son attitude indépendante et stimule son dévouement à la littérature. Il est ministre des Postes de 1708 à 1715.

## Jeunesse
Il est né le 1er mars 1682 à Sayes Court, à Deptford, dans le Kent. Il est le deuxième fils de John Evelyn le Jeune, avocat du Middle Temple et commissaire du revenu, et de son épouse, Martha Spencer, fille et cohéritière de Richard Spencer. Il est baptisé le lendemain. Il fait ses études à l'école française de Greenwich en 1689, à Kings Street sous M. Arbuthnot en 1691 et au collège d'Eton de 1692 à 1698. Il est inscrit au Balliol College d'Oxford le 25 février 1699, à l'âge de 16 ans. Son père est mort en 1699, lui laissant le domaine de Wotton.

## Carrière

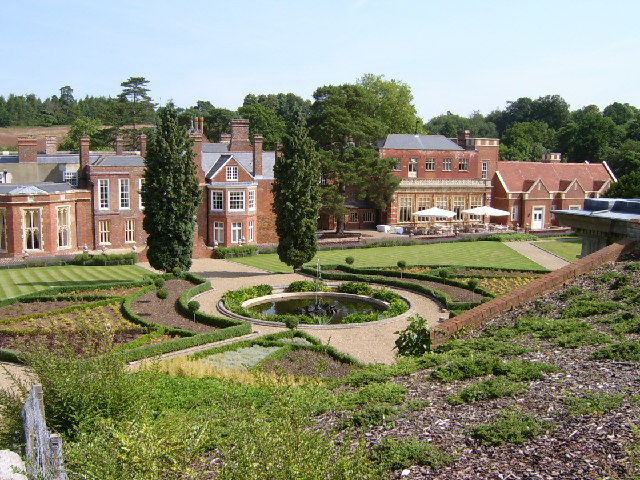
Wotton House, Surrey

Il est placé sous le patronage de Sidney Godolphin, lord trésorier, un ami proche de la famille qui l'aide dans sa carrière. Il est nommé réceptionnaire des droits de timbre en 1703 et commissaire aux prix en 1705. Il épouse la nièce de Godolphin le 18 septembre 1705 à Lambeth. Anne Boscowen, est la fille aînée d’Edward Boscawen et de son épouse Jael Godolphin, fille de Francis Godolphin.
Evelyn succède à son grand-père, le diariste John Evelyn, à Wotton le 27 février 1706. En août 1708, il cède ses deux postes au gouvernement après avoir été nommé ministre des Postes, fonction qu'il occupe jusqu'en 1715.
Evelyn a été averti par son grand-père que s'il cherchait un succès électoral, il le ferait « sans affectation ni vanité… sans qu'il soit emporté par une faction ou au service d'un parti ». Sa politique est donc difficile à cerner. En 1705, il amène les locataires de sa famille à voter pour le conservateur en signe de protestation contre la corruption du financier whig William Scawen. Il est élu député du Parlement pour Helston, dominé par le patron des whig, Godolphin, lors d'une élection partielle le 15 décembre 1708. Il ne se présente pas aux élections générales britanniques de 1710 mais réussit à conserver son poste sous le nouveau ministère. Il a tendance à montrer son soutien local aux conservateurs. Le 6 août 1713, il est créé baronnet de Wotton dans le comté de Surrey dans le baronnetage de la Grande-Bretagne.
Après l'arrivée au pouvoir de l'administration whig en 1715, il perd sa place de ministre des postes en quelques mois. En décembre 1717, il se représente de nouveau au Parlement lors d'une élection partielle dans le Surrey, mais échoue contre le candidat d'Onslow. En 1721, il récupère les faveurs ministérielles de Walpole et est nommé commissaire des douanes, poste qu'il conserve jusqu'en 1763.
Evelyn consacre une grande partie de son temps à l'amélioration du domaine de Wootton et aux études scientifiques. Il est élu membre de la Royal Society en janvier 1723. À Wootton House, il construit une bibliothèque privée de 45 pieds de long pour abriter la collection de livres accumulés au cours de trois générations.

## Famille
Evelyn et son épouse ont six fils, dont trois ont survécu et trois filles, dont deux ont survécu. Sa femme est morte, âgé de 67 ans, en 1752 et est enterrée à Wotton le 24 janvier 1752. Evelyn est mort le 15 ou 18 juillet 1763, et est enterré à Wotton le 22 juillet. Son fils aîné, John Evelyn (2e baronnet), lui succède. Son fils William est également député de Helston et élève un monument à ses parents.